# Chui A-poo

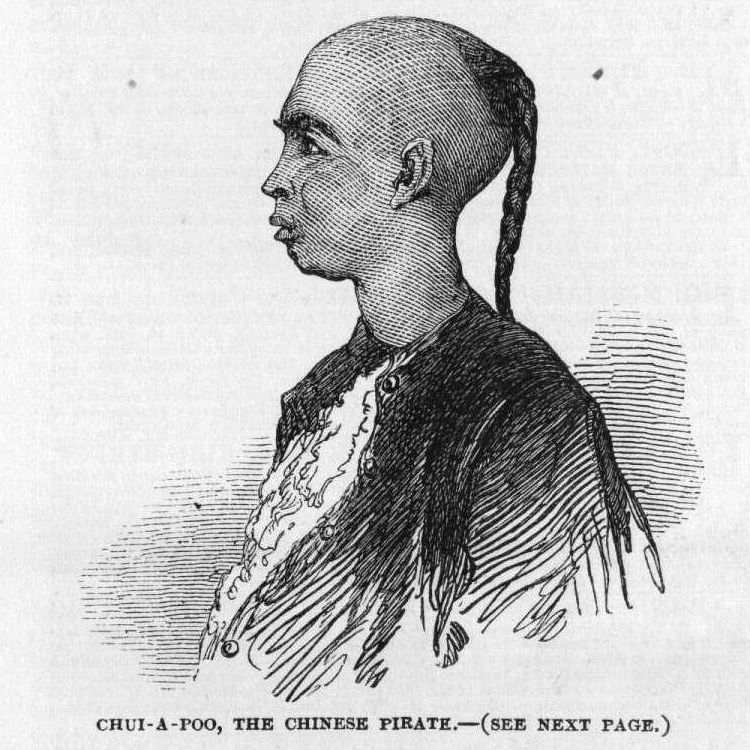
Chui A-poo

Chui A-poo (chinesisch 徐亞保, Pinyin Xú Yàbǎo; † 1851) war ein chinesischer Pirat, der im 19. Jahrhundert eine Flotte von mehr als 50 Dschunken im Südchinesischen Meer kommandierte.
Im September 1849 wurde seine Flotte, die ihren Stützpunkt in der Bias-Bucht südlich von Hongkong hatte, von britischen Kriegsschiffen vernichtet. Mehr als 400 Piraten fanden den Tod und Chui A-poo wurde schwer verwundet. Zunächst gelang ihm zwar die Flucht, er wurde jedoch verraten und ausgeliefert. Ein auf ihn wegen der grausamen Ermordung zweier Offiziere ausgesetztes Kopfgeld von 500 $ mag dazu beigetragen haben. Seine Strafe, die lebenslange Verbannung nach Vandiemensland (das heutige Tasmanien), trat er jedoch nicht mehr an, da er sich zuvor selbst in seiner Zelle erhängte.